# Super Formula Lights
La Super Formula Lights (スーパーフォーミュラライツ, Sūpāfōmyuraraitu) est une compétition automobile de monoplaces se déroulant au Japon, en support du championnat principal, la Super Formula. Il est créé en 2020, prenant la suite de l'ancienne Formule 3 japonaise. 

## Origine
Après 41 années de Formule 3 japonaise, le championnat devient la Super Formula Lights en 2020. Antichambre de la Super Formula, le nom du championnat s'inspire fortement de l'Indy Lights, antichambre de l'IndyCar Series aux États-Unis.
Comme la F3 japonaise, la Super Formula Lights accueille de nombreux jeunes pilotes japonais, pour la plupart issus du championnat du Japon de Formule 4, mais aussi des pilotes européens désireux de continuer leur carrière à moindre coût par rapport aux championnats du Vieux Continent.
En 2020, voit également la création d'un championnat concurrent, soutenu par la FIA, le championnat du Japon de Formule Régionale, les deux championnats ayant à peu près le même nombre d'engagés.

## Voiture
La monoplace du championnat est une Dallara 320, également utilisée en Euroformula Open. Avec des voitures à la puissance similaire à celle de la Formule 3 régionale, ces deux championnats sont parmi les rares formules de promotion à ne pas faire partie du FIA Global Pathway, dirigé par la FIA. Comme l'Euroformula, les voitures de SF Lights sont propulsées par un moteur Volkswagen-Spiess (en), Toyota-TOM'S, Toda ou Tomei, suivant le choix des concurrents. Depuis 2024, le classement des motoristes s'arrête au profit d'un monopole Toyota avec un moteur basé sur celle de la GR Yaris. Les monoplaces sont équipées de pneumatiques Yokohama.

## Palmarès
| Année | Champion      | Équipes           | Catégorie Masters |
| ----- | ------------- | ----------------- | ----------------- |
| 2020  | Ritomo Miyata | Team TOM'S        | 'Dragon'          |
| 2021  | Teppei Natori | Team TOM'S        | Nobuhiro Imada    |
| 2022  | Kazuto Kotaka | Team TOM'S        | Nobuhiro Imada    |
| 2023  | Iori Kimura   | B-Max Racing Team | Nobuhiro Imada    |
| 2024  | Syun Koide    | Team TOM'S        | 'Dragon'          |